# عناكب أرضية
عناكب أرضية (الاسم العلمي: Gnaphosidae)، فصيلة دويبات من العناكب وهي سابع أكبر فصيلة عنكبوتية تضم أكثر من 2000 نوع موصوف في أكثر من 100 جنس موزعة في جميع أنحاء العالم. هناك 105 أنواع معروفة في أوروبا الوسطى، وتشمل الأجناس الشائعة غنافوسا، ودراسودس، وميكاريا، وسيسونيا، وزيلوتس وغيرها الكثير. وهي ترتبط ارتباطًا وثيقًا بلماجيات. في الوقت الحاضر، لا يُعرف عن أي عنكبوت أرضي أنه سام بشكل خطير للإنسان.